# HD 72892
HD 72892 — одиночная звезда в созвездии Гидры на расстоянии около 228 световых лет (около 69,8 парсек) от Солнца. Видимая звёздная величина звезды — +8,79m. Возраст звезды определён как около 6,69 млрд лет.
Вокруг звезды обращается, как минимум, одна планета.

## Характеристики
HD 72892 — жёлтый карлик спектрального класса G2, или G5V, или G5. Масса — около 1,04 солнечной, радиус — около 1,15 солнечного, светимость — около 1,4 солнечной. Эффективная температура — около 5681 K.

## Планетная система
В 2016 году группой астрономов было объявлено об открытии планеты HD 72892 b.
В 2019 году учёными, анализирующими данные проектов Hipparcos и Gaia, у звезды обнаружена планета HIP 42098 c.